# Fastigiella
Fastigiella là một chi ốc biển, là động vật thân mềm chân bụng sống ở biển trong họ Cerithiidae.

## Các loài
Các loài trong chi Fastigiella bao gồm:
- Fastigiella carinata Reeve, 1848[2]